# الألعاب الأولمبية الصيفية 1940

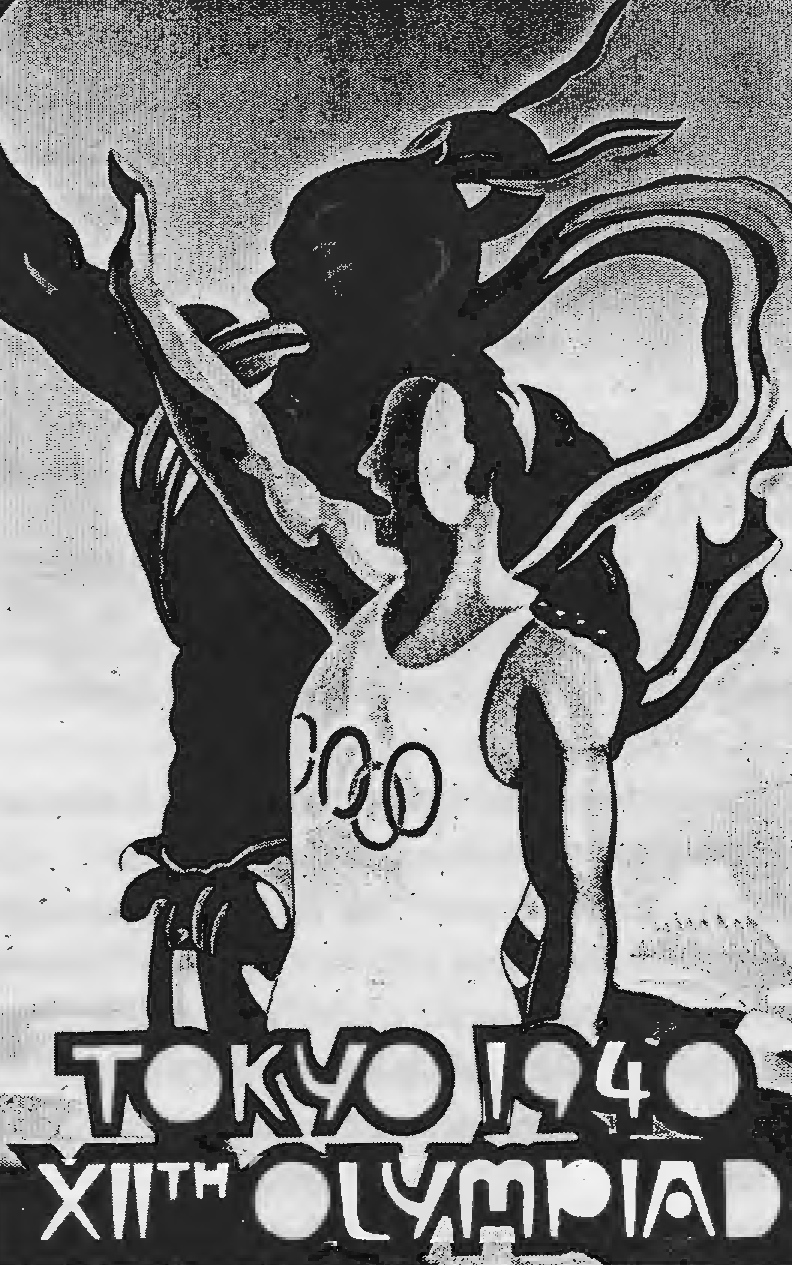
شعار الألعاب الأولمبية الصيفية 1940

كان موكولاً إلى طوكيو تنظيم الدورة الثانية عشرة عام 1940 والتي كان مزمعا تنظيمها بين 21 سبتمبر و 6 أكتوبر 1940، لكنها اشتبكت في حرب ضد الصين فانتقل تنظيمها إلى هلسنكي فنلندا، وتم إعادت جدولتها بين 20 يوليو إلى 4 أغسطس 1940، غير أن اندلاع الحرب العالمية الثانية حال دون تنظيم الدورة وتم إلغائها رغم تأكيدات فنلندا بأنها قادرة على تنظيم الدورة بشكل جيد حتى في ظروف الحرب، ولكن بعد تعرضها لهجوم من قبل الاتحاد السوفياتي في أبريل 1940 (خلال حرب الشتاء)، ألغيت نهائيا دورة الألعاب الأولمبية الصيفية لعام 1940.